# Корнел Меркулеску
Корнел Меркулеску (17 липня 1941) — румунський ватерполіст.
Учасник Олімпійських Ігор 1964 року.